# Юстування приладу
Юстування приладу (англ. adjustment, alignment; нім. Justieren n desGerätes) — сукупність
операцій з приведення вимірювального приладу в робочий стан, який забезпечує необхідну його точність, правильність і надійність роботи.
При юстуванні приладів здійснюється перевірка і налагодження вимірювального і/або оптичного приладу, що має на увазі досягнення правильного взаєморозташування елементів приладу і правильної їх взаємодії. Для позначення подібних дій до різних приладів також застосовують термін «регулювання» або «калібрування».
Юстування оптичного приладу — юстування включає операції над приладом, що вимагають точності, їй передує контроль, виявляє похибки і несправності. Зазвичай включає в себе наступні дії:
- усунення дефектів за допомогою обробки деталей;
- установка правильного розташування деталей за допомогою регулювальних гвинтів, прокладок та ін;
- установка правильних показань шкал.